# Achacy z Kapadocji
Achacy, męczennik konstantynopolitański lub Agacjusz, setnik, ros. Акакий Каппадокиянин, Византийский, Agatus, Akacjusz (ur. ? w Kapadocji, zm. ok. 303 w Konstantynopolu) – męczennik chrześcijański, święty Kościoła katolickiego i prawosławnego, żołnierz legionów rzymskich.
Prawdopodobnie był prostym żołnierzem, choć wedle innych przekazów centurionem lub setnikiem. Oskarżony został o wyznawanie wiary chrześcijańskiej i aresztowany w trackim Perinthus. Poddany torturom nie wyrzekł się wiary, następnie przewieziony został do Konstantynopola, gdzie po kolejnych mękach, odcięto mu głowę.
Jego wspomnienie liturgiczne obchodzone jest w Kościele katolickim 8 maja.
Cerkiew prawosławna wspomina męczennika Achacego 7/20 maja, tj. 20 maja według kalendarza gregoriańskiego. 

## Patronat
Jest patronem miasta i diecezji Squillace (obecnie Archidiecezja Catanzaro-Squillace) oraz Guardavalle, chorych na trąd i epilepsję. Jest jednym z tzw. Czternastu Świętych Wspomożycieli.
Relikwie świętego znajdują się w kaplicy katedry w Squillace.
W ikonografii przedstawiany jest w stroju rycerza lub szlachcica. Jego atrybuty to chorągiew symbolizująca niesienie sztandaru wiary i to, że był żołnierzem. Korona cierniowa symbol męki Chrystusa i pozostałe atrybuty: miecz, palma męczeństwa, topór, włócznia nawiązuje do jego męczeńskiej śmierci.